# Erika Hansson
Anna Erika Hansson (ur. 2 lipca 1973 w Hedemora) – szwedzka narciarka alpejska.

## Kariera
Po raz pierwszy na arenie międzynarodowej pojawiła się w 1990 roku, startując na mistrzostwach świata juniorów w Zinal. Zajęła tam  12. miejsce w slalomie, 19. w supergigancie i 27. w slalomie gigancie. Jeszcze dwukrotnie startowała w zawodach tego cyklu, zdobywając złoty medal w kombinacji podczas mistrzostw świata juniorów w Mariborze w 1992 roku.
W zawodach Pucharu Świata zadebiutowała 2 lutego 1992 roku w Grindelwald, gdzie zajęła 15. miejsce w kombinacji. Tym samym już w debiucie zdobyła pierwsze pucharowe punkty. Na podium zawodów PŚ jedyny raz stanęła 21 stycznia 1996 roku w Cortinie d’Ampezzo, kończąc giganta na drugiej pozycji. W zawodach tych rozdzieliła Austriaczkę Anitę Wachter i Niemkę Katję Seizinger. W sezonie 1995/1996 zajęła 24. miejsce w klasyfikacji generalnej, a w klasyfikacji giganta była siódma.
Wystartowała na igrzyskach olimpijskich w Lillehammer w 1994 roku, gdzie zajęła 11. miejsce w kombinacji, 27. w supergigancie i 34. w zjeździe. Zajęła też między innymi piąte miejsce w kombinacji i czternaste miejsce w slalomie podczas mistrzostw świata w Morioce w 1993 roku.

## Osiągnięcia

### Igrzyska olimpijskie
| Miejsce | Dzień     | Rok  | Miejscowość | Konkurencja | Czas biegu | Strata | Zwyciężczyni       |
| ------- | --------- | ---- | ----------- | ----------- | ---------- | ------ | ------------------ |
| 27.     | 15 lutego | 1994 | Lillehammer | Supergigant | 1:22,15    | +2,35  | Diann Roffe        |
| 34.     | 19 lutego | 1994 | Lillehammer | Zjazd       | 1:35,93    | +3,47  | Katja Seizinger    |
| 11.     | 21 lutego | 1994 | Lillehammer | Kombinacja  | 3:05,16    | +5,01  | Pernilla Wiberg    |
| DNF1    | 24 lutego | 1994 | Lillehammer | Gigant      | 2:30,97    | -      | Deborah Compagnoni |
| DNF1    | 26 lutego | 1994 | Lillehammer | Slalom      | 1:56,01    | -      | Vreni Schneider    |

### Mistrzostwa świata
| Miejsce | Dzień     | Rok  | Miejscowość   | Konkurencja | Czas biegu | Strata     | Zwyciężczyni       |
| ------- | --------- | ---- | ------------- | ----------- | ---------- | ---------- | ------------------ |
| 5.      | 5 lutego  | 1993 | Morioka       | Kombinacja  | 3,39 pkt   | +39,06 pkt | Miriam Vogt        |
| 14.     | 9 lutego  | 1993 | Morioka       | Slalom      | 1:27,66    | +2,98      | Karin Buder        |
| 25.     | 10 lutego | 1993 | Morioka       | Gigant      | 2:17,59    | +5,61      | Carole Merle       |
| 33.     | 11 lutego | 1993 | Morioka       | Zjazd       | 1:27,38    | +2,71      | Kate Pace          |
| DNF1    | 22 lutego | 1996 | Sierra Nevada | Gigant      | 2:10,74    | -          | Deborah Compagnoni |
| DNF1    | 9 lutego  | 1997 | Sestriere     | Gigant      | 2:39,19    | -          | Deborah Compagnoni |

### Mistrzostwa świata juniorów
| Miejsce | Dzień       | Rok  | Miejscowość | Konkurencja | Czas biegu | Strata | Zwyciężczyni          |
| ------- | ----------- | ---- | ----------- | ----------- | ---------- | ------ | --------------------- |
| 19.     | 22 marca    | 1990 | Zinal       | Supergigant | 1:10,12    | +4,15  | Katja Seizinger       |
| 27.     | 23 marca    | 1990 | Zinal       | Gigant      | 2:23,17    | +8,61  | Manuela Umele         |
| 12.     | 24 marca    | 1990 | Zinal       | Slalom      | 1:06,79    | +4,37  | Katrin Neuenschwander |
| 12.     | 8 kwietnia  | 1991 | Geilo       | Supergigant | 1:15,16    | +1,51  | Julie Lunde Hansen    |
| 13.     | 11 kwietnia | 1991 | Geilo       | Zjazd       | 1:08,87    | +1,13  | Céline Dätwyler       |
| 5.      | 14 kwietnia | 1991 | Geilo       | Slalom      | 1:20,21    | +2,02  | Urška Hrovat          |
| 10.     | 25 lutego   | 1992 | Maribor     | Zjazd       | 1:21,68    | +1,01  | Céline Dätwyler       |
| 6.      | 27 lutego   | 1992 | Maribor     | Gigant      | 1:56,37    | +0,77  | Regina Häusl          |
| 9.      | 29 lutego   | 1992 | Maribor     | Slalom      | 1:17,03    | +1,59  | Urška Hrovat          |
| 1.      | 29 lutego   | 1992 | Maribor     | Kombinacja  | ?          | -      | -                     |

### Puchar Świata

#### Miejsca w klasyfikacji generalnej
- sezon 1991/1992: 95.
- sezon 1992/1993: 92.
- sezon 1993/1994: 67.
- sezon 1994/1995: 76.
- sezon 1995/1996: 24.
- sezon 1996/1997: 58.
- sezon 1997/1998: 105.
- sezon 1998/1999: 72.

#### Miejsca na podium
1. Cortina d’Ampezzo – 21 stycznia 1996 (gigant) – 2. miejsce